# Татош
Татош — река в России, протекает по Томской области. Устье реки находится в 2520 км по левому берегу реки Обь. Длина реки составляет 119 км, площадь водосборного бассейна 1560 км².
Высота устья — 58,2 м над уровнем моря. Высота истока — 113,8 м над уровнем моря.

## Бассейн
- Искуран
- Каимас
- 8 км: Малый Татош
  - 16 км: Пога
- 30 км: Тадь
- 36 км: Большая Корта
  - Малая Корта
- 44 км: Тюва
- 55 км: Мадога
- 68 км: Верхняя Тюва
- 87 км: Супур
- Каменка

## Данные водного реестра
По данным государственного водного реестра России относится к Верхнеобскому бассейновому округу, водохозяйственный участок реки — Обь от впадения реки Чулым до впадения реки Кеть, речной подбассейн реки — Чулым. Речной бассейн реки — (Верхняя) Обь до впадения Иртыша.